# Julian Hunt
Julian Charles Roland Hunt (né le 5 septembre 1941)  est un météorologue britannique, directeur général et chef de la direction du British Meteorological Office de 1992 à 1997 . Il est nommé pair à vie du Parti travailliste par Tony Blair en 2000 . Il est le chef du groupe travailliste du conseil municipal de Cambridge dans les années 1970.

## Biographie
Hunt est le fils du diplomate Roland Hunt et de Pauline Garnett . La famille Hunt comprend des orfèvres aux XVIIIe siècle et XIXe siècle, dont John Samuel Hunt (1785–1865) et son oncle par mariage, Paul Storr ,.
Hunt est professeur de modélisation du climat au Département de physique spatiale et climatique et au Département des sciences de la Terre de l'University College de Londres ,.
Hunt fait ses études à la Westminster School et continue à étudier les sciences mécaniques au Trinity College, Cambridge où il est maintenant un fellow  et obtient un diplôme de première classe en 1963. En 1967, il obtient un doctorat sur les aspects de la magnétohydrodynamique de Cambridge. En 1989, il est élu membre de la Royal Society.
Hunt est créé pair à vie comme baron Hunt de Chesterton, de Chesterton dans le comté de Cambridgeshire le 5 mai 2000 . Il est le père de l'historien et ancien député de Stoke-on-Trent Central, Tristram Hunt, du médecin Matilda et de la journaliste et romancière Jemima Hunt. Il est le petit-neveu du célèbre météorologue Lewis Fry Richardson .

## Bureau météorologique
Il succède à Sir John Houghton comme directeur général et chef de la direction du Bureau météorologique en 1992, étant aussi élu au Comité exécutif de l'Organisation météorologique mondiale. En 1997, il quitte le Met Office et est remplacé par Peter Ewins.
Ces dernières années, il avertit que le modèle des moussons asiatiques pourrait être fondamentalement modifié à moins qu'il n'y ait un effort concerté pour vérifier les émissions de gaz à effet de serre dans la région . Il est président de Cambridge Environmental Research Consultants Ltd .